# Mason Cook
Mason Cook Elston (Oklahoma City, Oklahoma, 25 de Julho de 2000) é um ator norte-americano. Conhecido por seu papel no filme, Pequenos Espiões 4: Todo o Tempo Do Mundo de 2011, no qual interpreta "Cecil Wilson", o irmão de "Rebecca Wilson", interpretada por Rowan Blanchard. 

## Filmografia
| Ano         | Título                          | Papel                 | Notas                        |
| ----------- | ------------------------------- | --------------------- | ---------------------------- |
| 2008        | O Jim é Assim                   | Participante          | Primeiro Papel               |
| 2009        | Grey's Anatomy                  | Casey                 | Série de TV                  |
| 2010        | Raising Hope                    | Jimmy                 | Série de TV                  |
| 2010        | Zeke & Luther                   | Marty                 | 2 episódios                  |
| 2011        | Victorious                      | Harry Pequeno         | episódio The Diddly Boops    |
| 2011        | No Calor de Cleveland           | Austin                | TV                           |
| 2011        | The Indestructible Jimmy Brown  | Eddie Baxter          | Filme De TV                  |
| 2011        | Mentes Criminosas               | Bobby Smith           | Série                        |
| 2011        | Desperate Housewives            | Jasper Zeeler         | Série                        |
| 2011        | Spy Kids 4                      | Cecil Wilson          | Filme                        |
| 2012        | Monday Mornings                 | Quinn McDaniels       | Série da TV                  |
| 2012        | Treasure Buddies                | Pete                  | video                        |
| 2010-2012   | The Middle                      | Corey                 | Série de TV                  |
| 2012        | Wyatt Earp's Revenge            | Conrad - 1878         | Video                        |
| 2013        | The Incredible Burt Wonderstone | Burt Wonderstone      | pós-produção                 |
| 2012        | Mockingbird Lane                | Eddie Munster         |                              |
| 2013        | O Cavaleiro Solitário           | Will                  |                              |
| 2014        | Legends                         | Aiden Odum            | 7 episódios                  |
| 2014        | New Girl                        | Tommy                 | Episódio "Dance"             |
| 2014        | A Hora do Arrepio               | Bo                    | Episódio "Grandpa's Glasses" |
| 2015        | Steven Universo                 | Jovem Lars/Lighthouse | Dublagem                     |
| 2015        | Plantão Noturno                 | Malcolm               | Episódio "Need to Know"      |
| 2015        | Grimm: Contos de Terror         | Peter                 | Episódio "Lost Boys"         |
| 2014 - 2016 | Os Goldbergs                    | Tyler Stansfield      | Papel recorrente             |
| 2016-2019   | Speechless                      | Ray DiMeo             | Protagonista                 |
| 2019        | 2036 Apocalypse Earth           | Ms. Jake              | Filme sul-coreano            |
| 2021        | Plan B                          | Kyle                  |                              |